# Laephotis kirinyaga
Laephotis kirinyaga — вид ссавців родини лиликових.

## Опис
Це середніх розмірів лиликовий зі сильно контрастною шерстю дорсально і вентрально. Спинний волосяний покрив середньо-коричневий, більшість окремих волосків мають кінчики світло-жовтувато-коричневого кольору, що надає кажану яскравий колір. Черевний волосяний покрив від кремово-білого до світло-кремово-коричневого з темною основою. Вуха короткі й округлі. Вуха та морда мають темно-коричневий колір. Шкіра навколо очей темно-коричнева у типового зразка, але переважно рожева в паратипів.

## Проживання, поведінка
Поки-що зареєстрований з Кенії й Уганди. Вид присутній у вологих тропічних лісах, менш вологих гірських лісах і відносно сухих лісах саван. Отже, посушливість сама по собі не здається важливою змінною в його розподілі. Однак його було зафіксовано лише на висотах > 1000 м (поточні записи знаходяться між 1160 і 1700 м), і це може бути важливою межею в його географічному розподілі.